# Койтас (Курчумський район)
Койта́с (каз. Қойтас) — село у складі Курчумського району Східноказахстанської області Казахстану. Входить до складу Абайського сільського округу.
Населення — 287 осіб (2021; 347 у 2009, 665 у 1999, 806 у 1989).
Національний склад станом на 1989 рік:
- казахи — 100 %